# 红旗街道 (朝阳市)
红旗街道，是中华人民共和国辽宁省朝阳市双塔区下辖的一个乡镇级行政单位。

## 行政区划
红旗街道下辖以下地区：
朝重社区、融汇社区、蓬莱社区、辽河社区、朝工社区和西梁社区。